# رفع القيود

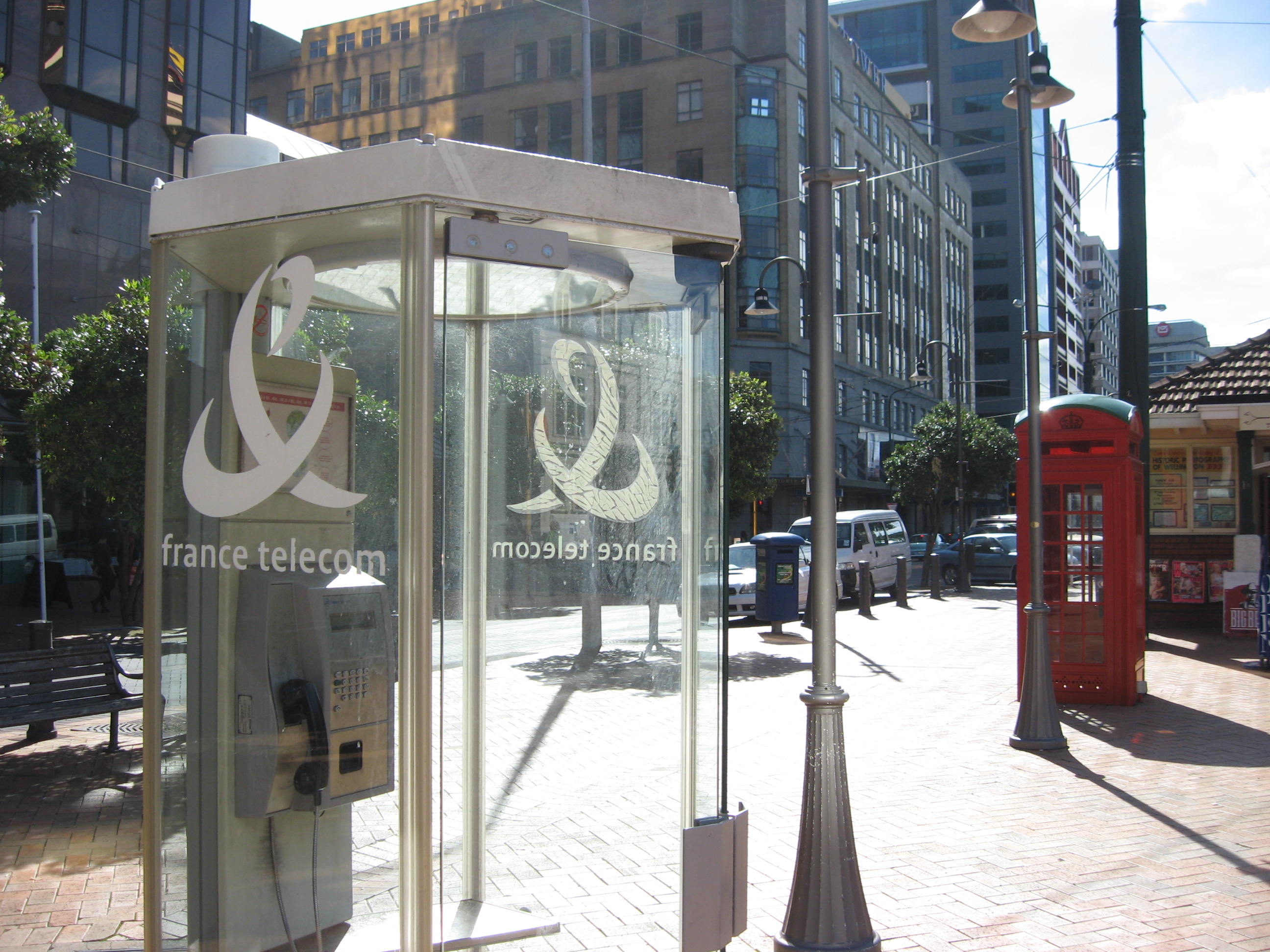

رفع القيود (بالإنجليزية: Deregulation)، هي عملية تخفيض أو إلغاء القرارات والمراسيم الحكومية المقيدة والسماح للسوق بالعمل بحرية أكبر.
أصبحت عملية رفع القيود شائعة في الاقتصادات الصناعية المتقدمة في السبعينيات والثمانينيات، نتيجة للاتجاهات الجديدة في التفكير الاقتصادي بشأن عدم كفاءة التنظيم الحكومي، والمخاطر التي يمكن أن تسيطر عليها الهيئات التنظيمية من قبل الصناعة الخاضعة للتنظيم لمصلحتها، وبالتالي تضر المستهلكين والاقتصاد على نطاق أوسع.
غالباً ما يكون الأساس المنطقي المحدد لإزالة القيود هو أن أنظمة أقل وأبسط ستؤدي إلى رفع مستويات القدرة التنافسية، وبالتالي زيادة الإنتاجية وزيادة الكفاءة وخفض الأسعار بشكل عام. قد تنطوي معارضة إزالة القيود عادة على مخاوف بشأن التلوث البيئي ومعايير جودة البيئة (مثل إزالة اللوائح الخاصة بالمواد الخطرة)، وعدم اليقين المالي، وتقييد الاحتكارات.
يمكن تمييز إزالة القيود عن الخصخصة، حيث يمكن اعتبار الخصخصة بمثابة مزودي خدمات مملوكة للدولة في القطاع الخاص.

## حسب البلد

### الأرجنتين
مرت الأرجنتين بحملة ضارية من رفع القيود الاقتصادية والخصخصة وتثبيت سعر الصرف خلال عهد إدارة منعم (1989 - 1999). قارن بول كروغمان شركة إنرون بالأرجنتين في شهر ديسمبر من عام 2001. وادعى أن كلاهما يواجه خطر الانهيار الاقتصادي بسبب المغالاة في رفع القيود. ادعى هربرت إنهابر بعد شهرين من ذلك أن كروغمان خلط ما بين التلازم والسببية، وأن انهيار كليهما لم يكن نتيجة المغالاة في إزالة القيود.

### أستراليا
أعلن رئيس الوزراء العمالي بوب هوك عن سياسة «تخفيف القيود الناجعة لأدنى حد»، وذلك على خلفية الإعلان عن مجموعة واسعة من السياسات المثبطة للقيود في عام 1986. أفضى هذا إلى وضع متطلبات «بيانات التأثير التنظيمية» التي أصبحت مألوفة الآن، غير أن امتثال الجهات الحكومية بها استغرق سنوات عدة. عمل سوق العمل خلال عهد حكومتي هوك/كيتينغ بموجب اتفاقية الأسعار والأجور. بدأ الحزب الليبرالي بزعامة جون هاورد برفع القيود عن سوق العمل خلال منتصف تسعينيات القرن العشرين من خلال قانون علاقات مكان العمل لسنة 1996. كذلك ذهبت الحكومة أبعد من ذلك من خلال سياسة «خيارات العمل» في عام 2005، بيد أن هذه السياسات أبطلت خلال عهد حكومة رود العمالية اللاحقة.

### البرازيل
بادر ميشال تامر إلى طرح مجموعة من الإصلاحات العمالية بعد عزل ديلما، بالإضافة إلى سماحه لرأس المال الأجنبي بالاستحواذ على نسبة وصلت إلى 100% في شركات الطيران البرازيلية، وتأمين حصانة أوسع للشركات الحكومية في وجه الضغوط السياسية. كذلك عززت إدارة بولسونارو سياسات إزالة القيود (حتى استحدث مصطلح «سياسة بولسونارو الاقتصادية») على غرار قانون الحرية الاقتصادية، وقانون الغاز الطبيعي، وقانون بيئة الأعمال، والإطار القانوني للصرف الصحي الأساسي، إلى جانب السماح لمحطات الوقود ببيع الإيثانول بصورة مباشرة، وفتح باب الاستثمار في قطاع النقل بالسكك الحديدية أمام القطاع الخاص، وإزالة القيود على التداول بالعملات الأجنبية.

### الاتحاد الأوروبي
أجريت تعديلات على توجيهات الاتحاد الأوروبي المتعلقة ببراءات اختراع البرمجيات في عام 2003.
منحت منطقة الطيران الأوروبية المشتركة شركات النقل الجوي من الدول الأعضاء في الاتحاد الأوروبي حرية الطيران إلى معظم دول الاتحاد الأخرى منذ عام 2006.

#### أيرلندا
رفعت القيود عن قطاع سيارات الأجرة في أيرلندا في عام 2000. انخفض سعر الرخصة ليصل إلى 5,000 يورو بين عشية وضحاها. وازداد عدد سيارات الأجرة ازديادًا هائلًا.
بيد أن بعض سائقي سيارات الأجرة الحاليين شعروا بالامتعاض حيال هذا التغيير نظرًا لاستثمارهم ما يصل إلى 100 ألف يورو في شراء رخص من المالكين الحاليين، والتي عدوها أصولًا ماليةً. وهكذا رفعوا قضية من شأنها أن تصبح سابقة قانونية في المحكمة العليا للحصول على تعويضات في شهر أكتوبر من عام 2013. رفضت ادعاءاتهم بعد عامين من ذلك.

### نيوزيلندا
تبنت الحكومات النيوزيلندية سياسات مثبطة للقيود على نطاق واسع خلال الفترة الممتدة من عام 1984 حتى عام 1995. أخذت الحكومة النيوزيلندية الرابعة بقيادة حزب العمال زمام المبادرة بالأصل، وواصلت الحكومة النيوزيلندية الوطنية الرابعة العمل بسياسات رفع القيود في ما بعد. كان الهدف من هذه السياسات تحرير الاقتصاد، وتميزت بتغطيتها الشاملة للغاية وابتكاراتها العديدة. شملت هذه السياسات: تعويم سعر الصرف، وإنشاء مصرف احتياطي مستقل، والتوقيع على عقود أداء للمسؤولين الحكوميين رفيعي المستوى، وإقرار إصلاحات مالية في القطاع العام استنادًا على مبدأ المحاسبة الاستحقاقية، والحياد الضريبي، والزراعة من دون الاستعانة بالدعم الحكومي، وتنظيم المنافسة دون النظر للقطاع المستهدف. ظل الاقتصاد آخذًا بالنمو في عام 1991. تغيرت نيوزيلندا من اقتصاد مغلق ومخطط مركزيًا إلى إحدى أكثر اقتصادات دول منظمة التعاون الاقتصادي والتنمية انفتاحًا. أفضى ذلك إلى تغير سمعة نيوزيلندا من دولة كادت توصف بالاشتراكية إلى واحدة من أكثر الدول الصديقة لقطاع الأعمال في العالم، إلى جانب سنغافورة. بيد أن النقاد اعتبروا أن رفع القيود لم يعد بفائدة تذكر على بعض شرائح المجتمع، فضلًا عن تسببه باستحواذ الأجانب على جل الاقتصاد النيوزيلندي (ويشمل ذلك معظم المصارف).

### روسيا
مرت روسيا بحملة واسعة من الجهود الرامية إلى رفع القيود (وما صاحب ذلك من خصخصة) في أواخر تسعينيات القرن العشرين إبان عهد بوريس يلتسن، والتي أبطِلت بعض آثارها خلال عهد فلاديمير بوتين. انصب التركيز الرئيسي لرفع القيود على قطاع الكهرباء، وجاء كل من قطاع السكك الحديدية وقطاع الخدمات العمومية المشتركة في المرتبة الثانية. يعد رفع القيود عن قطاع الغاز الطبيعي (شركة غازبروم) أحد المطالب التي شاءت الولايات المتحدة والاتحاد الأوروبي من روسيا تحقيقها مرارًا.

### المملكة المتحدة
بدأت حكومة حزب المحافظين بزعامة مارغريت ثاتشر برنامجًا لرفع القيود والخصخصة عقب فوز حزبها في الانتخابات العامة لسنة 1979. أفضى قانون البناء لسنة 1984 إلى تخفيف لوائح البناء من 306 صفحة إلى 24 صفحة. واشترطت المناقصات التنافسية الإلزامية تنافس الحكومة المحلية مع القطاع الخاص في تقديم الخدمات. شملت الخطوات الأخرى التي اتخذتها الحكومة خصخصة كل من خدمة الحافلات السريعة (قانون النقل لسنة 1980)، وشركة الاتصالات البريطانية (التي استكملت في عام 1984)، وخصخصة شركات خدمة الحافلات في لندن (قانون النقل لسنة 1985)، والسكك الحديدية (قانون السكك الحديدية لسنة 1993). تميزت جميع هذه الخصخصات بطرح أسهم شركاتها للعامة. استمر ذلك خلال عهد خليفة ثاتشر جون ميجر.
وضعت حكومة حزب العمال بقيادة توني بلير وغوردن براون برنامجًا حمل اسم «نحو تنظيم أفضل» خلال الفترة الممتدة من عام 1997 حتى عام 2010. اقتضى البرنامج من الوزارات الحكومية مراجعة أو تبسيط أو إسقاط التشريعات القائمة والتعامل بنهج «الاستعاضة عن القديم بالجديد» بالنسبة للتشريعات الجديدة. أعلن المستشار براون «حرية تصرف» مصرف إنجلترا في وضع السياسات النقدية في عام 1997، وبالتالي لم يعد المصرف واقعًا تحت السيطرة الحكومية المباشرة. أعلِن عن إقرار تشريع أساسي جديد في عام 2006 (قانون الإصلاح التشريعي والتنظيمي لسنة 2006) الرامي إلى وضع مبادئ قانونية وقواعد سلوكية، وتخول الوزراء إصدار أوامر إصلاحية تنظيمية للتعامل مع القوانين القديمة التي عدوها متقادمة أو غامضة أو خارجة عن السياق. طالت الانتقادات هذا القانون في كثير من الأحيان، ووصفه عضو البرلمان اللورد (باتريك) جينكن بـ«قانون إبطال البرلمان».
خصخص حزب العمال الجديد عددًا قليلًا من الخدمات على غرار شركة كنيتيك. بيد أن الكثير من عقود مشاريع البنية التحتية والصيانة التي تولت الوزارات الحكومية تنفيذها في ما مضى أضحت من نصيب مؤسسات خاصة (والتي تعهدتها) بموجب الشراكة المبرمة ما بين القطاعين العام والخاص، وأجريت المنافسة في مناقصات العقود ضمن إطار تنظيمي. شمل ذلك مشاريع كبيرة مثل بناء مشافي جديدة لصالح هيئة الخدمات الصحية الوطنية، وبناء مدارس حكومية جديدة، وصيانة شبكة مترو لندن. لم تخصخص هذه المشاريع من خلال الطرح العام على الإطلاق بل من خلال مناقصات المصالح التجارية.

### الولايات المتحدة

#### تاريخ التشريعات التنظيمية
كانت الطريقة التي استطاعت من خلالها القطاعات الخاضعة للتشريعات التنظيمية التحكم بالوكالات التنظيمية الحكومية في ما بعرف بالاستيلاء التنظيمي من المشكلات التي عززت إزالة القيود. كانت هذه القطاعات تستغل التشريعات التنظيمية لخدمة مصالحها الخاصة على حساب مصلحة المستهلك. ولقد لوحظ نمط مماثل في عملية إزالة القيود التي سيطرت العديد من القطاعات الخاضعة للتنظيم عليها في الغالب من خلال لجوئها إلى ممارسة الضغوط. غير أن هكذا قوى سياسية توجد بأشكال أخرى لصالح جماعات ضغط أخرى.